# Hans van Kesteren

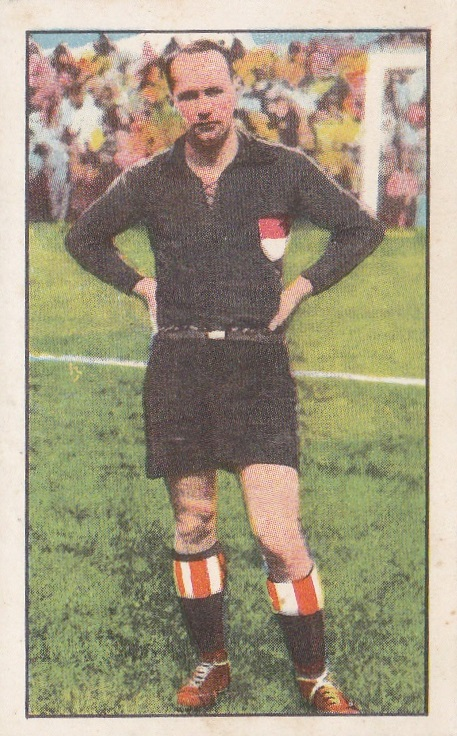
Hans van Kesteren (1931)

Hans G. van Kesteren (* 21. Januar 1908 in Bandoeng; † 21. Juli 1998) war ein niederländischer Fußballspieler. 
Van Kesteren spielte in den 1920er Jahren für HBS Craeyenhout, der 1925 niederländischer Meister wurde. In 197 Spielen für den Haager Verein erzielte er 66 Tore. Im März 1929 wurde Van Kesteren von der Auswahlkommission des KNVB für das Spiel gegen die Schweiz in den Kader der niederländischen Nationalmannschaft berufen, blieb jedoch in diesem Spiel auf der Bank. Erst im nächsten Match, am 5. Mai 1929 in Antwerpen gegen Belgien, kam er, wie Gep Landaal, zu seinem ersten Einsatz in Oranje. Im Jahr 1930 stand sein Name noch einige Male in der Mannschaftsliste, doch er blieb Ersatzmann und lief kein weiteres Mal für die Elftal auf. 